# One Life (Helena Paparizou)
One Life è il terzo disco in lingua inglese e l'ottavo complessivo della cantante greco-svedese Helena Paparizou, pubblicato il 26 marzo 2014 dall'etichetta discografica Universal Music.
Include dodici brani, alcuni inediti ed altri che erano già contenuti nell'album Ti Ora Tha Vgoume uscito nel 2013, i cui testi sono stati ora tradotti in lingua inglese.

## Registrazione e produzione
Nel 2013 lo studio Clavicord ha diffuso alcune immagini su Facebook che mostravano la Paparizou impegnata in sessioni di registrazione in studio con il produttore greco Giannis Doxas.
Dopo il periodo estivo, il forum della cantante ha svelato alcuni dettagli sul disco, come ad esempio la possibile collaborazione di Jimmy Jansson, Fredrik Sonefors, Bobby Ljunggren, Micah Wilshire, Oscar Holter, Jakob “Jakke” Erixson, Kristofer Östergren, Gabriel Russel, Nalle Ahlstedt, Petri Somer, Nicole Fuentes, Pasi Siitonen, Risto Asikainen, Heroism e Nikos Antypas.

## Uscita e promozione
L'album è stato pubblicato il 26 marzo 2014 dalla Universal International Music, una succursale neerlandese della Universal Music Group. Per questo, il disco contiene sia il logo della Universal Music che quello dell'etichetta svedese Lionheart Music Group.
Il primo singolo estratto dal disco è stato Save Me (This Is an SOS), uscito in Grecia e in Svezia, e accolto favorevolmente dalla critica, che ha accostato la canzone a successi di Shakira e Jennifer Lopez. In occasione del Mad Video Music Awards, la Paparizou ha proposto un mash-up del suo canzone e del successo di Gala, Freed From Desire.
Il secondo singolo, Survivor, ha permesso all'artista di concorrere al Melodifestivalen 2014, dove si è piazzata al 4º posto nella finale dell'8 marzo.

## Tracce
1. Save Me (This Is an SOS) – 3:08 (Jansson, Ljunggren, Wilshire) – Jansson, Sonefors
2. Survivor – 3:03 (Bobby Ljunggren, Henrik Wikström, Karl-Ola Kjellholm, Sharon Vaughn) – Bobby Ljunggren, Henrik Wikström, Karl-Ola Kjellholm, Sharon Vaughn
3. As Long As You Are Mine (Mi Mou Exigis) – 4:05 (Nikos Antipas, Nikos Moraitis)
4. Set Your Heart On Me (Soma Ke Psihi) – 3:06 (Jansson, Ljunggren) – Jansson, Sonefors
5. One Life (Mesimeria) – 3:35 (Pasi Siitonen, Risto Asikainen, Heroism)
6. 4 Another 1 – 3:18 (Isabelle Moulin, Jimmy Jansson) – Jimmy Jansson
7. Don't Hold Back Our Love – 3:06 (Jimmy Jansson)
8. Enough (duet with Jill Johnson) – 4:01 (Aaron Scherz, Emily Shackelton, Kelly Archer)
9. The Groove Is The Solution – 3:51 (Gabriel Russel) – Karl-Ola S. Kjellholm
10. Crazy For Love (Vrehi Filia) – 3:19 (Nalle Ahlstedt, Petri Somer, Nicole Fuentes) – Ahlstedt
11. Chainsaw (Ti Ora Tha Vgoume?) – 3:37 (Oscar Holter, Jakob “Jakke” Erixson, Kristofer Östergren) – Hotler/Erixson
12. One More Night (De Tha Kimithis Apopse) – 3:13 (Nikos Antipas, Nikos Moraitis)

## Classifica
| Classifica           | Posizione raggiunta |
| -------------------- | ------------------- |
| Swedish Albums Chart | 11                  |
| Greece Charts        | -                   |